# Чебоксарская ТЭЦ-2
Чебоксарская ТЭЦ-2 — тепловая электростанция (теплоэлектроцентраль), расположенная в северо-восточной части города Чебоксары Республики Чувашия Российской Федерации. Входит в состав филиала «Марий Эл и Чувашии» ПАО «Т Плюс».

## История
Строительство Чебоксарской ТЭЦ-2 началось в 1957 году, но было заморожено (в связи с возведением Чебоксарского химкомбината и строительством Новочебоксарской ТЭЦ-3) и возобновилось только в мае 1973 года. В 1977 году началось строительство нового главного корпуса. Ввод в эксплуатацию первой очереди состоялся в 1979 году. Развитие станции шло по 1986 год. В ноябре 1994 года станция переведена на природный газ.

## Описание
Чебоксарская ТЭЦ-2 является теплофикационной электростанцией с поперечными связями и предназначена для комбинированной выработки и отпуска потребителям электрической и тепловой энергии. Электростанция функционирует на оптовом рынке электрической энергии и мощности и снабжает тепловой энергией промышленные предприятия (агрегатный и машиностроительный заводы, расположенные в непосредственной близости к ТЭЦ-2, а также заводы Чувашкабель, ЧЗПТ, ЖБК-9) и культурно-бытовые учреждения и жилой сектор Калининского и Ленинского районов города.
ТЭЦ-2 является крупнейшей тепловой электростанцией Чувашии. Установленная электрическая мощность на начало 2015 года составляет 460 МВт, тепловая мощность — 1329 Гкал/ч, из которых 969 Гкал/ч обеспечивают отборы турбин, а остальное — пиковые водогрейные котлы. В качестве основного топлива используется природный газ, в качестве резервного — мазут.
Водозабор осуществляется из реки Волги.

## Перечень основного оборудования
| Агрегат                              | Тип               | Изготовитель                                     | Количество | Ввод в эксплуатацию                     | Основные характеристики | Основные характеристики | Источники |
| Агрегат                              | Тип               | Изготовитель                                     | Количество | Ввод в эксплуатацию                     | Параметр                | Значение                | Источники |
| ------------------------------------ | ----------------- | ------------------------------------------------ | ---------- | --------------------------------------- | ----------------------- | ----------------------- | --------- |
| Оборудование паротурбинных установок |                   |                                                  |            |                                         |                         |                         |           |
| Паровой котёл                        | ТГМЕ-464          | Таганрогский котельный завод «Красный котельщик» | 5          | 1979 г. 1980 г. 1982 г. 1984 г. 1986 г. | Топливо                 | газ                     | [ 6 ]     |
| Паровой котёл                        | ТГМЕ-464          | Таганрогский котельный завод «Красный котельщик» | 5          | 1979 г. 1980 г. 1982 г. 1984 г. 1986 г. | Производительность      | 500 т/ч                 | [ 6 ]     |
| Паровой котёл                        | ТГМЕ-464          | Таганрогский котельный завод «Красный котельщик» | 5          | 1979 г. 1980 г. 1982 г. 1984 г. 1986 г. | Параметры пара          | 140 кгс/см2, 560 °С     | [ 6 ]     |
| Паровая турбина                      | ПТ-135/165-130/15 | Уральский турбинный завод                        | 2          | 1979 г. 1984 г.                         | Установленная мощность  | 135 МВт                 | [ 6 ]     |
| Паровая турбина                      | ПТ-135/165-130/15 | Уральский турбинный завод                        | 2          | 1979 г. 1984 г.                         | Тепловая нагрузка       | 307 Гкал/ч              | [ 6 ]     |
| Паровая турбина                      | ПТ-80/100-130/13  | Ленинградский металлический завод                | 1          | 1981 г.                                 | Установленная мощность  | 80 МВт                  | [ 6 ]     |
| Паровая турбина                      | ПТ-80/100-130/13  | Ленинградский металлический завод                | 1          | 1981 г.                                 | Тепловая нагрузка       | 180 Гкал/ч              | [ 6 ]     |
| Паровая турбина                      | Т-110/120-130-5   | Уральский турбинный завод                        | 1          | 1986 г.                                 | Установленная мощность  | 110 МВт                 | [ 6 ]     |
| Паровая турбина                      | Т-110/120-130-5   | Уральский турбинный завод                        | 1          | 1986 г.                                 | Тепловая нагрузка       | 175 Гкал/ч              | [ 6 ]     |
| Водогрейное оборудование             |                   |                                                  |            |                                         |                         |                         |           |
| Водогрейный котёл                    | КВГМ-180          | Барнаульский котельный завод                     | 2          | 1995 г. 1996 г.                         | Топливо                 | газ                     | [ 6 ]     |
| Водогрейный котёл                    | КВГМ-180          | Барнаульский котельный завод                     | 2          | 1995 г. 1996 г.                         | Производительность      | 180 Гкал/ч              | [ 6 ]     |